# Mensura (hudba)
Mensura [menzura] (z latiny, česky míra, měření) je pojem označující parametr u řady hudebních nástrojů. Pro jejich různé typy má poněkud odlišné významy:
- Strunné nástroje
  - mensura v užším smyslu slova znamená délku chvějících se strun, tedy vzdálenost od nultého pražce (ořechu) po kobylku
  - mensura v širším smyslu slova jsou základní rozměry strunných nástrojů, např. délka krku, výška lubů apod.
- U dechových nástrojů a varhanních píšťal znamená mensura poměr mezi průměrem a délkou trubice